# Elaine Paige

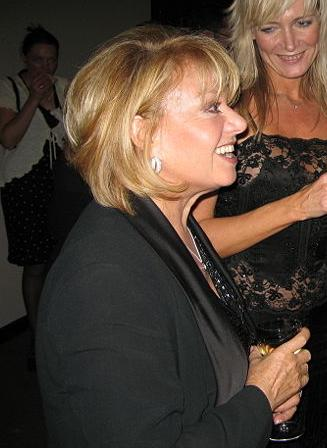
Elaine Paige (2006)

Dame Elaine Paige, DBE (* 5. März 1948 in Barnet, Hertfordshire als Elaine Jill Bickerstaff) ist eine britische Sängerin und Schauspielerin. Sie wurde vor allem als Darstellerin der weiblichen Hauptrollen in den Musicals Evita und Cats bekannt. 

## Leben
In Evita gehörte sie dem Londoner Originalcast an und sang dort die Rolle der Eva Perón. Ihre Interpretation der Rolle gilt noch heute für viele Musicaldarsteller als Vorbild. In Cats, wo sie ebenfalls dem Originalcast angehörte, sang sie die Rolle der alternden Katze Grizabella. Sie prägte in dieser Rolle das Stück Memory. Eine andere Rolle Paiges war unter anderem die der Florence im Musical Chess der ABBA-Musiker Björn Ulvaeus und Benny Andersson.
Ihre größten internationalen Erfolge waren I Know Him so Well, ein Duett mit Barbara Dickson aus dem Musical Chess, und der Top-Ten-Hit Memory aus dem Musical Cats. Paige moderiert darüber hinaus eine Radiosendung über Filmmusik und Musicals bei BBC Radio 2. 1988 brachte sie ein Album mit Coverversionen der Rockband Queen unter dem Titel The Queen Album heraus.

## Diskografie

### Alben
| Jahr | Titel                    | Höchstplatzierung, Gesamtwochen, AuszeichnungChartplatzierungen (Jahr, Titel, Platzierungen, Wochen, Auszeichnungen, Anmerkungen) | Höchstplatzierung, Gesamtwochen, AuszeichnungChartplatzierungen (Jahr, Titel, Platzierungen, Wochen, Auszeichnungen, Anmerkungen) | Höchstplatzierung, Gesamtwochen, AuszeichnungChartplatzierungen (Jahr, Titel, Platzierungen, Wochen, Auszeichnungen, Anmerkungen) | Anmerkungen |
| Jahr | Titel                    | DE | CH | UK | Anmerkungen |
| ---- | ------------------------ | --- | --- | --- | --- |
| 1982 | Elaine Paige             | — | — | UK56 Silber · (6 Wo.)UK | Erstveröffentlichung: 1981 Produzenten: Andrew Powell, Tim Rice |
| 1983 | Stages                   | — | — | UK2 ×2Doppelplatin · (48 Wo.)UK                                                                                                   | Erstveröffentlichung: Oktober 1983 Produzent: Tony Visconti |
| 1984 | Cinema                   | — | — | UK12 Platin · (25 Wo.)UK | Erstveröffentlichung: Oktober 1984 Produzent: Tony Visconti |
| 1985 | Love Hurts               | — | — | UK8 Platin · (20 Wo.)UK | Erstveröffentlichung: Oktober 1985 Produzent: Tony Visconti |
| 1986 | Christmas                | — | — | UK27 Gold · (6 Wo.)UK | Erstveröffentlichung: November 1986 Produzenten: Tony Visconti, Mike Batt |
| 1988 | The Queen Album          | — | — | UK51 Gold · (8 Wo.)UK | Erstveröffentlichung: November 1988 Produzent: Mike Moran |
| 1991 | Love Can Do That         | — | — | UK36 (4 Wo.)UK | Erstveröffentlichung: April 1991 Produzent: Dennis Lambert |
| 1993 | Romance and the Stage    | — | — | UK71 (1 Wo.)UK | Erstveröffentlichung: März 1993 Produzent: Peter Matz |
| 1994 | Piaf                     | — | — | UK46 Silber · (6 Wo.)UK | Erstveröffentlichung: November 1994 Produzent: Mike Moran |
| 2006 | Essential Musicals       | — | — | UK46 (2 Wo.)UK | Erstveröffentlichung: Oktober 2006 Produzent: Mike Moran |
| 2010 | Elaine Paige and Friends | — | — | UK18 Gold · (8 Wo.)UK | Erstveröffentlichung: November 2010; mit Jon Secada, Idina Menzel, Barry Manilow, Paul Anka, LeAnn Rimes, John Barrowman, Sinéad O’Connor, Billy Ocean, Johnny Mathis, Olivia Newton-John, Neil Sedaka, Michael Bolton, Dionne Warwick; Produzent: Phil Ramone |

grau schraffiert: keine Chartdaten aus diesem Jahr verfügbar
Weitere Alben
- 1978: Evita: Original London Cast Recording (mit Tim Rice, Andrew Lloyd Webber, David Essex, Joss Ackland und Harold Prince)
- 1978: Sitting Pretty
- 2009: Live – Celebrating a Life on Stage

### Kompilationen
| Jahr | Titel                                                 | Höchstplatzierung, Gesamtwochen, AuszeichnungChartplatzierungen (Jahr, Titel, Platzierungen, Wochen, Auszeichnungen, Anmerkungen) | Höchstplatzierung, Gesamtwochen, AuszeichnungChartplatzierungen (Jahr, Titel, Platzierungen, Wochen, Auszeichnungen, Anmerkungen) | Höchstplatzierung, Gesamtwochen, AuszeichnungChartplatzierungen (Jahr, Titel, Platzierungen, Wochen, Auszeichnungen, Anmerkungen) | Anmerkungen                                                 |
| Jahr | Titel                                                 | DE | CH | UK | Anmerkungen                                                 |
| ---- | ----------------------------------------------------- | --- | --- | --- | ----------------------------------------------------------- |
| 1987 | Memories: The Best Of                                 | — | — | UK14 Platin · (15 Wo.)UK | Erstveröffentlichung: November 1987                         |
| 1992 | Together – The Best of Elaine Paige & Barbara Dickson | — | — | UK22 (9 Wo.)UK | Erstveröffentlichung: 16. November 1992 mit Barbara Dickson |
| 1995 | Encore                                                | — | — | UK20 Silber · (8 Wo.)UK | Erstveröffentlichung: Juni 1995                             |
| 1998 | On Reflection: The Very Best Of                       | — | — | UK60 (6 Wo.)UK | Erstveröffentlichung: November 1998                         |
| 2004 | Centre Stage: The Very Best Of                        | — | — | UK35 (4 Wo.)UK | Erstveröffentlichung: Mai 2004 Doppelalbum                  |
| 2014 | The Ultimate Collection                               | — | — | UK74 (1 Wo.)UK | Erstveröffentlichung: 12. Mai 2014                          |

Weitere Kompilationen
- 1990: The Collection (UK: Silber)
- 1991: An Evening with Elaine Paige
- 1996: Performance
- 1997: From a Distance
- 2007: Songbook
- 2008: Sweet Memories: The Essential Elaine Paige (2 CDs)

### Singles
| Jahr | Titel Album                                     | Höchstplatzierung, Gesamtwochen, AuszeichnungChartplatzierungen (Jahr, Titel, Album, Platzierungen, Wochen, Auszeichnungen, Anmerkungen) | Höchstplatzierung, Gesamtwochen, AuszeichnungChartplatzierungen (Jahr, Titel, Album, Platzierungen, Wochen, Auszeichnungen, Anmerkungen) | Höchstplatzierung, Gesamtwochen, AuszeichnungChartplatzierungen (Jahr, Titel, Album, Platzierungen, Wochen, Auszeichnungen, Anmerkungen) | Anmerkungen |
| Jahr | Titel Album                                     | DE | CH | UK | Anmerkungen |
| ---- | ----------------------------------------------- | --- | --- | --- | --- |
| 1978 | Don’t Walk Away Till I Touch You Sitting Pretty | — | — | UK46 (5 Wo.)UK | Erstveröffentlichung: 15. September 1978 Autoren: Patty Smyth, Anthony Cliff, Brian Wade                                             |
| 1981 | Memory Stages                                   | — | — | UK6 Silber · (17 Wo.)UK | Erstveröffentlichung: Mai 1981 aus dem Musical Cats Autor: Andrew Lloyd Webber                                                       |
| 1984 | Sometimes Cinema                                | — | — | UK72 (3 Wo.)UK | Erstveröffentlichung: März 1984 Musik: Carl Davis, Text: Norman Newell                                                               |
| 1984 | I Know Him so Well Love Hurts                   | DE22 (8 Wo.)DE | CH7 (9 Wo.)CH | UK1 Gold · (17 Wo.)UK | Erstveröffentlichung: 17. Dezember 1984 mit Barbara Dickson, aus dem Musical Chess Autoren: Benny Andersson, Björn Ulvaeus, Tim Rice |
| 1987 | The Second Time (Reissue) Memories: The Best Of | — | — | UK69 (4 Wo.)UK | Erstveröffentlichung: Oktober 1987 Titellied des Films Bilitis Autoren: Francis Lai, Tim Rice                                        |
| 1995 | Hymne L’amour (If You Love Me) Encore           | — | — | UK68 (2 Wo.)UK | Erstveröffentlichung: 9. Januar 1995 Autoren: Édith Piaf, Geoffrey Parsons, Marguerite Monnot Original: Édith Piaf, 1950             |

Weitere Singles
- 1976: You Can’t Take Away (My Love for You)
- 1978: Ireland
- 1979: Four Songs from the West End Production of “Evita” (EP)
- 1981: If You Don’t Want My Love
- 1981: Falling Down to Earth
- 1981: Is Anyone There?
- 1981: The Far Side of the Bay
- 1982: The Second Time
- 1982: If You Don’t Want My Love
- 1982: A Knight in Black Leather
- 1984: Like an Image Passing By
- 1984: Nobody’s Side
- 1985: Tonight Is the Night (aus dem Film Einladung zur Hochzeit)
- 1985: Heaven Help My Heart
- 1986: For You
- 1986: Nobody’s Side (Remix Version)
- 1986: Walking in the Air
- 1987: Father Christmas Eyes
- 1988: Take Me Back (Theme from Classmates)
- 1989: I Get a Kick Out of You (Original: Ethel Merman & William Gaxton, 1934)
- 1989: Radio Ga Ga (Original: Queen, 1984)
- 1991: Heart Don’t Change My Mind
- 1991: Oxygen
- 1991: Well Almost
- 1995: As If We Never Said Goodbye
- 2010: It’s Only Life (mit Sinéad O’Connor)

## Filmografie
- 1978: Benny, der Pechvogel (Adventures of a Plumber’s Mate)
- 1998: Cats
- 2005: Agatha Christie’s Marple (Fernsehserie, 1 Folge)
- 2016: Ein Sommernachtstraum (A Midsummer Night’s Dream)
- 2019: Inspector Barnaby (Midsomer Murders) Fernsehserie, Staffel 20, Folge 1: Mord nach altem Rezept (The Ghost Of Causton Abbey)